# Nymphidium guyanensis
Nymphidium guyanensis is een vlindersoort uit de familie van de prachtvlinders (Riodinidae), onderfamilie Riodininae.
Nymphidium guyanensis werd in 1989 beschreven door Gallard & Brévignon.